# Предене
Преденето е техника за източване на отделни влакна с относително малка дължина за получаване на непрекъсната нишка (прежда). Процесът включва надлъжно нагъване и спирално усукване, като нишката накрая се увива около макара. Често срещани влакна, от които се прави прежда, са памукът, вискозата, вълната и полиестерът.
Първоначално преденето се извършва с прости инструменти на ръка, но около VI век започват да се използват чекръци в Азия и Европа. В днешно време съществуват много различни методи и инструменти за предене.